# Laura Bridgman

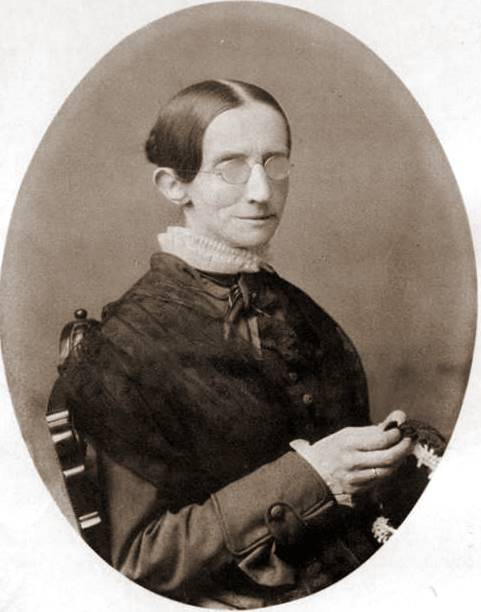
Laura Bridgman im Jahr 1878

Laura Dewey Bridgman (* 21. Dezember 1829 in Hanover, New Hampshire; † 24. Mai 1889 in Boston, Massachusetts) war der erste (bekannte) seit früher Kindheit taubblinde Mensch, der die Sprache entdeckte und aus seiner Isolation befreit werden konnte.

## Leben
Laura Bridgman kam als gesundes Kind zur Welt. Im Alter von zwei Jahren erkrankte sie schwer an Scharlach und verlor außer dem Seh- und Hörvermögen auch den Geruchs- und Geschmackssinn, ihr blieb nur der Tastsinn. Bald nach Verlust des Gehörs hörte Bridgman auf zu sprechen.
Wie ein anderes taubblindes Kind viele Jahre später, die berühmtere Helen Keller, entwickelte Bridgman Zeichen, um sich mit ihrer Familie zu verständigen. Bei ihr führte die Frustration darüber, sich oft nicht verständlich machen zu können, zu heftigen Wutausbrüchen.
Mit sieben Jahren kam Bridgman in das Perkins-Blindeninstitut in die Obhut von Samuel Gridley Howe. Howe hatte kurz zuvor die taubblinde Julia Brace kennengelernt, die ebenfalls mit einer selbstentwickelten Zeichensprache kommunizierte, und eine Methode erdacht, zum Geist taubblinder Kinder vorzudringen.
Er ließ das hochintelligente Kind Gegenstände berühren, auf die Schilder mit erhaben geprägten Buchstaben – dem sogenannten Moonalphabet – geklebt waren (Howe lehnte die damals noch neue Brailleschrift ab). Dann wurden Gegenstände und Schilder getrennt, und Bridgman sollte zusammenführen, was zusammengehörte. Man führte ihr die Hände und zeigte ihr auf diese Art, was zu tun war. Bridgman hatte ein ausgezeichnetes Gedächtnis und machte es meistens richtig. Eines Tages begriff sie, dass die erhabenen Buchstaben der Name des betreffenden Gegenstandes waren und dass jede Sache einen Namen hat. Der Durchbruch kam ausgerechnet mit einem Schlüssel und dem Wort „key“.
Kurz darauf lernte Bridgman das Fingeralphabet für Gehörlose, indem man sie mit einer Hand erhabene Buchstaben befühlen ließ und ihr den Fingeralphabetbuchstaben gleichzeitig in die freie Hand buchstabierte. Sie lernte auch die Quadratschrift, eine Art Druckschrift, die mit Bleistift geschrieben wurde.
Als Charles Dickens auf einer Amerikareise das Perkins-Institut besuchte, war er von der Begegnung mit der zwölfjährigen Laura Bridgman so beeindruckt, dass er ihr ein ganzes Kapitel in seinem Werk American Notes widmete. Die Lektüre dieses Kapitels veranlasste viele Jahre später Helen Kellers Mutter Kate, sich an das Perkins-Institut zu wenden.
Bridgman verbrachte den Rest ihres Lebens in der Blindenschule und war als Handarbeitslehrerin tätig. Alle Schüler und Lehrer beherrschten das Fingeralphabet, um mit ihr kommunizieren zu können. Bridgmans Lieblingsschülerin war Anne Sullivan Macy, die spätere Lehrerin Helen Kellers, die sich Howes Methoden zunutze machte.
Später stand Laura Bridgman im Schatten von Helen Keller, deren Leistungen ihre eigenen noch weit übertrafen. Es besteht jedoch kaum ein Zweifel, dass ohne Laura Bridgman Helen Kellers Leben anders verlaufen wäre.
Laura Bridgman starb am 24. Mai 1889 in Boston, sie wurde 59 Jahre alt.
1890 verfasste der österreichische Philosoph und Pädagoge Wilhelm Jerusalem die erste Biographie über Laura Bridgman in Form einer wissenschaftlichen Monographie.
Samuel Howes Tochter Laura Richards (benannt nach Laura Bridgman) verfasste im Jahr 1928 die Laura-Bridgman-Biographie The Story of an Opened Door. 2001 veröffentlichte Elizabeth Gitter Laura Bridgmans Lebensgeschichte unter dem Titel The Imprisoned Guest.